# Vrå distrikt
Vrå distrikt är ett distrikt i Ljungby kommun och Kronobergs län. Distriktet ligger omkring Vrå i västra Småland och gränsar till Halland. 

## Tidigare administrativ tillhörighet
Distriktet inrättades 2016 och utgörs av socknen Vrå i Ljungby kommun.
Området motsvarar den omfattning Vrå församling hade 1999/2000.

## Tätorter och småorter
I Vrå distrikt finns en småort men inga tätorter. 

### Småorter
- Vrå